# 4. kniha Ezdrášova
4. kniha Ezdrášova je jednou z apokalyps židovského původu, které reagují na pád jeruzalémského chrámu v roce 70 n. l. (do stejné skupiny patří i 2. kniha Báruchova, Apokalypsa Abrahámova a 3. kniha Báruchova). 4. Kniha Ezdrášova byla tedy napsána nějakou dobu po roce 70, a to v Palestině. Původním jazykem je hebrejština, ale dochované verze jsou jen latinská, arménská, syrská a gruzínská.
Původní židovský obsah byl doplněn o křesťanské kapitoly, tj. 4 Ezd 1-2. Jeho hlavní postavou je Ezdráš, židovský vůdce z doby perské nadvlády. Jeho nadpřirozeným průvodcem je archanděl Uriel. Ezdráš dostává vidění a poučení o smyslu utrpení izraelského národa i jednotlivce a o konci časů. Problematika zániku druhého chrámu (70 n. l.) je promítnuta do doby zániku chrámu prvního (587/586 př. n. l.).
Označení „4. kniha Ezdrášova“ počítá knihu Ezdrášovu za 1. Ezd, knihu Nehemjášovu za 2. Ezdrášovu, 3. kniha Ezdrášova je samostatný židovský apokryfní spis. Číslování a označení se však může různit, proto je třeba být vždy na pozoru, o které knize Ezdrášově je řeč.
Tato kniha byla velmi oblíbena po celý středověk až do doby moderní a často (ne však vždy, ani většinou) byla součástí různých vydání bible. Mizet začala z biblí až po Tridentském koncilu, kdy byla definitivně vyloučena z kánonu.

## Struktura
Samotná židovská kniha (kap. 3-14) se skládá zřetelně ze 7 částí, nazývaných konvenčně „vidění“, i když se v prvních třech případech jedná spíše o rozhovor mezi Ezdrášem a andělem. Teprve následující 3 oddíly jsou vidění následovaná vysvětlením, následuje závěr.

## Obsah
V prvních třech rozhovorech si Ezdráš stěžuje na utrpení židovského národa a ptá se, zda Babylón zhřešil opravdu méně než Izrael, když mu bylo dáno dobýt Jeruzalém a odvést Židy do zajetí. Problém je však univerzálnější a týká se zlé náklonnosti celého lidstva, již od Adama. I když vždy byl někdy ušetřen, ani jeho záchrana nebyla definitivní a konečná. Celkový Ezdrášův pohled na lidské dějiny je velmi pesimistický. Anděl Ezdrášovi neodpovídá přímo, ale odvrací jeho pozornost k událostem na konci času, z nynější zlé situace na svět, který teprve má přijít. Ve třetím rozhovoru anděl zdůrazňuje, že spása nezávisí na příslušnosti ke konkrétnímu národu, ale na osobních zásluhách a spravedlnosti. Problém se tak přesouvá na obecně lidskou úroveň.
Právě v této části se objevuje významný text pojednávající o mesiášském království, dávaný do spojitosti se Zj 20 a s milenarismem. Ezdráš hovoří o příchodu mesiáše a o jeho říši na konci tohoto věku. Tato říše bude však časově omezená a po ní teprve bude následovat „druhý svět“, tj. konečná spása. Mesiášské království je jen jakýmsi časným předjímáním budoucího života a odměny.
Po rozhovorech následují vidění. Nejprve vidí Ezdráš plačící ženu (kap. 10) a snaží se ji utěšit. Poté je mu odhaleno, že podobně, jako on utěšuje ji, i Bůh se snažil skrze anděla utěšit jeho, ale on nepopřával sluchu. Teprve nyní, když se obrátily role, Ezdráš začíná chápat, což je zlomovým bodem v celé knize.
Následující dvě vidění (sny) odkazují na knihu Daniel (kap. 7) – Ezdráš vidí orla (kap. 11, symbol Říma) a posléze syna člověka vystupujícího z moře (kap. 13). Tyto sny jsou interpretacemi posledních událostí, pomstění svatých a jejich odměny.